# Die Vergangenheit der Zukunft
Die Vergangenheit der Zukunft  von Stanisław Lem  ist ein Essay-Sammelband, der 1992 erschienen ist.
Lem vergleicht in diesem Werk aus mehreren Perspektiven zeitgeschichtliche und technische Entwicklungen mit futurologischen Prognosen von ihm selbst wie auch von anderen Autoren. Zeitliche Bezugspunkte sind in erster Linie die Sechzigerjahre (in denen Lem die  „Summa Technologiae“ verfasste) sowie die Neunzigerjahre und das folgende Jahrhundert. Die ersten drei Artikel befassen sich dabei mit vergleichsweise eng umfassten Themenbereichen (Phantomatik, konkrete Prognosefehler der Futurologie, AIDS und andere Pandemien), die beiden kürzeren Abschlusstexte geben knappe und thematisch breiter gestreute Prognosen für das letzte Jahrzehnt des 20. Jahrhunderts sowie für das folgende Jahrhundert ab.

## Inhalt
Die fünf Kapitel sind lose verbunden durch das allgemeine Thema futurologischer Prognosen von Lem sowie verschiedener weiterer Futurologen, vor allem von Herman Kahn.
Dreißig Jahre später bezieht sich auf Lems Werk „Summa technologiae“ und insbesondere den dort vor 30 Jahren gemachten Prognosen zur „Phantomatik“ (heute am ehesten „Virtual Reality“). Lem zitiert teils extensiv aus der Summa und stellt die damaligen Prognosen zur Phantomatik sowie der „phantomatischen Maschine“ den aktuellen Möglichkeiten und Ankündigungen der VR-Technologie gegenüber. Er zieht das klare Fazit, korrekt prognostiziert zu haben. Ungenauigkeiten gibt er zu (seine Maschine sollte die vollständige sinnliche Immersion bewirken mit Geruchs-, Geschmacks- und Tastsinn, während auch aktuelle VR-Technologien nach wie vor insbesondere Seh- und Hörsinn nutzen), die technische Umsetzbarkeit sah Lem indessen als gegeben und die folgende technische Weiterentwicklung (korrekt) als graduelle Verbesserung der Immersionsfähigkeit durch verbesserte technische Leistung. Die Unterhaltungsindustrie wurde als naheliegender Markt für die neue Technologie ausgemacht, dadurch entstehende gesellschaftliche Risiken benannt. Ebenso prognostizierte Lem die heute gängigen Einsatzmöglichkeiten von VR in Schulung und Ausbildung.
Die Vergangenheit der Zukunft versucht einen ähnlichen Rückblick auf frühere Zukunftsprognosen und die Art ihres (Nicht-)Eintreffens. Lem stellt einzelne Prognosen Herman Kahns vor, die sich „nur als Gegenteil seiner Voraussagungen bewahrheitet“ haben. Dem gegenüber stellt er seine Vorhersagen, dass zum ausgehenden 20. Jahrhunderts weder der Krebs besiegt noch computerisierte Sprachübersetzungen möglich sein seien und die Kernfusion nach wie vor Zukunftsmusik bliebe, der Zusammenbruch des Ostblocks hingegen durchaus zu erwarten sei. Kernthese Lems ist, dass die unter anderem von Kahn betriebene Methodik der „überraschungsfreien Prognose“ nicht für Zukunftsprognosen tauge, da geschichtliche und technische Entwicklungen massiv vom Zufall geprägt seien. Sinnvolle Rahmungen werden allenfalls durch Naturgesetze gegeben, weshalb beispielsweise die Prognosen zum ökologischen Kollaps angesichts einer „vernichtend expandierenden Technosphäre“ in den Sechzigern wie in den Neunzigern zutreffend und alarmierend seien. Lem prognostiziert in den Neunzigern: „Ob sich dagegen etwas machen läßt? Ganz bestimmt. Zugleich aber: Was im Prinzip machbar ist, lässt sich infolge der realpolitischen, traditionell festgefügten, geschichtlich einzementierten Sitten und Gebräuchen nicht machen...“.
Leben in der AIDS-Zeit befasst sich zunächst mit dem Aufkommen der AIDS-Pandemie und einer Verschwörungstheorie, das Virus sei im Labor entwickelt worden (die Lem im Folgenden widerlegt). Erneut rekurriert Lem auf den Zufall und das Unwahrscheinliche, was in der Prognostik nicht angemessen berücksichtigt wird (mit dem Selbstzitat „AIDS ist wie ein schlechter Einfall aus einem schlechten Science-Fiction-Roman.“) Tatsächlich sei die evolutionäre Entstehung des HI-Virus überaus unwahrscheinlich, aber bedingt durch das permanente evolutionäre Zufallsexperiment ergeben sich regelmäßig solche für sich beliebig unwahrscheinliche Ereignisse in der Realität eben doch.
Versuch einer Prognose bis zum Jahr 2000 umfasst vier knappe Unterabschnitte: 1. Lem rechnet mit einem weitergehenden, irreversiblen Zerfall des Kommunismus und der Möglichkeit von Bürgerkriegen in der zerfallenden Sowjetunion. 2. Insbesondere der Angriff Saddam Husseins auf Kuwait widerlege die These Frances Fukuyamas vom „Ende der Geschichte“, die Situation im Nahen Osten mache eine atomare Kriegsführung wieder möglich. 3. Akzelerationsprozesse finden in zahlreichen Feldern wie Technologie, Klimawandel, aber auch in Philosophie/Weltdeutungen und durch (irrationale) soziale Bewegungen statt. 4. Nicht prognostizierbare Ereignisse und Prozesse.
Vorschau auf das nächste Jahrtausend wird mit den Unzulänglichkeiten bisheriger Prognosen eingeleitet sowie der generellen Schwierigkeit der Gesellschaft, aufkommenden Problemen zu begegnen. Lem prognostiziert insofern keine Lösung, sondern in erster Linie neue Konflikte und Kollisionen zwischen technologischen Optionen und ethischen Vorstellungen insbesondere im Bereich der Gentechnik, weiter die generelle Trägheit der gesellschaftlichen Entwicklung selbst angesichts bekannter Bedrohungen: „Des öfteren weiß man zwar, was für die Zukunft zu tun wäre, aber es lohnt sich eben nicht.“  Zehn konkret benannte Punkte umfassen 1. eine „biotechnologische“ Gesellschaft, in der Leib und Gehirn als „letztes Naturreservat“ technisch überformt werden, 2. Abkapselung der reichen Länder angesichts steigenden Flüchtlingszahlen, 3. Religionskriege, kryptomilitärische Auseinandersetzungen, 4. legale und illegale Methoden zur Drosselung des Bevölkerungswachstums, 5. eine erneute Wandlung Deutschlands zum aggressiven Großmachtsstaat, 6. Wandlung der Sowjetunion zu einem völlig anderen Staatsgebilde, 7. neuartige Formen der Arbeitslosigkeit in langweiligem Überfluss, pornografisch/lustvolle Selbstmordmethoden, 8. Ausbau des Überwachungsstaats und technologische Aufrüstung der Kriminalität, 9. technischer Tod des Automobils in „peinlichen Staus“, 10. künstliches Leben und synthetische Bioprodukte, 11. wachsende Ungleichheit und das Verschieben der „Erfüllbarkeit aller Menschheitsträume in das 22. Jahrhundert“.

## Ausgaben
Erstausgabe: Die Vergangenheit der Zukunft. Insel Verlag Frankfurt am Main und Leipzig, 1992. ISBN 3-458-16263-1